# Neder-Betuwe
Neder-Betuwe là một đô thị thuộc tỉnh Gelderland, Hà Lan. Đô thị này có tổng diện tích 68,11 km2, dân số là 22.306 người (đầu tháng 1 năm 2007).